# Clinocentrus baishanzuensis
Clinocentrus baishanzuensis är en stekelart som beskrevs av Chen och He 1995. Clinocentrus baishanzuensis ingår i släktet Clinocentrus och familjen bracksteklar. Inga underarter finns listade i Catalogue of Life.